# Медоборы (заповедник)
«Медоборы» (укр. «Медобори») — природный заповедник, расположенный на территории Чортковского и Тернопольского районов Тернопольской области (Украина).
Создан 8 февраля 1990 года. Площадь — 9 521 га.
В период 2000—2009 года заповедник включал филиал «Кременецкие Горы» площадью 1000 га, расположенный в Кременецком районе на севере Тернопольской области, который ныне является отдельным природоохранным объектом.
В X—XIII веках на территории заповедника существовал збручский культовый центр, один из последних оплотов язычества в Древнерусском государстве.
Администрация заповедника располагается в пгт Гримайлов, в селе Гусятин расположен музей заповедника.

## Описание местности
Заповедник расположен на территории уникального геологического образования — Товтр (Толтр), представляющего собой остатки древнего барьерного рифа, сформировавшегося приблизительно 25 миллионов лет назад вдоль береговой части Сарматского моря. В наше время Товтры представляют собой гряду холмов, высотой до 414 м (гора Бохит), с частыми выходами скальной породы.

## Геология
Товтры представляют собой известковое образование, поэтому на территории заповедника нередки карстовые образования. На территории заповедника находится пещера «Жемчужная» (укр. Перлинна), названная так за наличие на её стенах кальцитовых шариков, отдаленно похожих на жемчуг.

## Флора и фауна
Около 93 % заповедника покрыто лесами. Из деревьев чаще всего встречаются дуб (около 48 % площади леса), граб (17 %), ясень (12 %), также встречаются бук, явор, клён, липа, черешня, вяз, берёза, сосна и осина.
Местами сохранились коренные для данной территории дубово-грабовые, грабово-дубовые, дубово-грабово-ясеневые, дубово-буковые леса.
По оценкам ряда учёных в Медоборах находится самая восточная в Европе буковая роща.
В большом количестве присутствуют медоносные растения, их обилие обусловило появление народного названия этой местности — Медоборы.
На безлесых участках произрастает степная и скальная растительность.
Общая численность произрастающих в заповеднике высших сосудистых растений — более 800, они относятся к 97 семействам. Также во флоре заповедника хвощеобразные представляют 1 род и 6 видов, папоротникообразные — 8 родов и 12 видов, голосеменные — 3 рода и 8 видов, покрытосеменные — 408 родов и 792 вида. Наибольшее количество видов объединяет 19 семейств, количество видов в которых приблизительно составляет 80 % флоры заповедника.
Из произрастающих в заповеднике растений 29 видов занесены в Красную книгу Украины.
Фауна заповедника также весьма богата. Встречаются олень, косуля, дикий кабан, лисица, куница, барсук, лось.

## Туризм
Для туристов сотрудниками заповедника предусмотрено три маршрута. Два из них — на горы Острая и Бохит — научно-познавательные, третья — на гору «Пуща отшельника» — для широкого круга туристов. В год по этим маршрутам проходят около 4000 посетителей.
Из интересных достопримечательностей заповедника стоит отметить геологическое отслоение Товтровой гряды в Слепом яру, карстовые пещеры (в том числе пещера «Жемчужная»), минеральные источники, языческие городища возле гор Звенигород, Говда, Бохит, являвшиеся часть Збручского культового центра. На окраине села Викна находятся уникальные карстовые озёрца в форме леек, не замерзающие даже зимой.

### Пуща отшельника
Согласно легенде около 200—300 лет назад близ большой скалы посреди леса поселился отшельник. Молва приписывает ему знатное происхождение, однако в знак протеста против несправедливости он отрёкся от мира. На протяжении многих лет он обитал в лесу, выдолбил в скале келью, в которой молился. По легенде отшельник был убит и похоронен рядом с пещерой в каменной нише.
В начале 1990-х памятное место было восстановлено и в наше время на Троицу сюда приходят верующие люди из села Крутилов.

### Пещера «Жемчужная»
Пещера обнаружена осенью 1969 года. Продолжительность горизонтальных ходов — около 300 м, максимальная глубина — 40 м. Температура воздуха — около 9 °C. Из особенностей пещеры — наличие натеков, сталактитов и сталагмитов, пещерных жемчужин.